# Mariannhiller Missionare
Die Kongregation der Missionare von Mariannhill (lat.: Congregatio Missionariorum de Mariannhill; Ordenskürzel: CMM), umgangssprachlich Mariannhiller Missionare, ist ein römisch-katholischer Männerorden, der hauptsächlich in der Afrikamission und in der Entwicklungshilfe tätig ist.

## Ursprung
Das Kloster Mariannhill ist ein ehemaliges Trappistenkloster und heutiger Sitz der Mariannhiller Missionare in der Nähe von Pinetown bei Durban in Südafrika.
Das Trappistenkloster wurde 1882 als Kloster Mariannhill (Maria-Anna-Hügel) in der Nähe der Hafenstadt Durban von Abt Franz Pfanner gegründet. 1909 trennte Papst Pius X. das Kloster aus dem Ordensverband der Trappisten und gab den Weg zur Gründung der Mariannhiller Missionare frei.
Seit der Gründung pflegten in Europa Brüder der Gemeinschaft den Kontakt mit Freunden und Förderern der Missionsarbeit. So konnten schon bald zwei Vertretungen in Würzburg und Köln aufgebaut werden.
1911 wurden die ersten Ausbildungshäuser für die Gemeinschaft in Europa errichtet. Vor allem für die Brüderausbildung wurde 1920 in Reimlingen das Missionshaus St. Josef eröffnet.

## Einrichtungen und Klöster

### Piusseminar in Würzburg

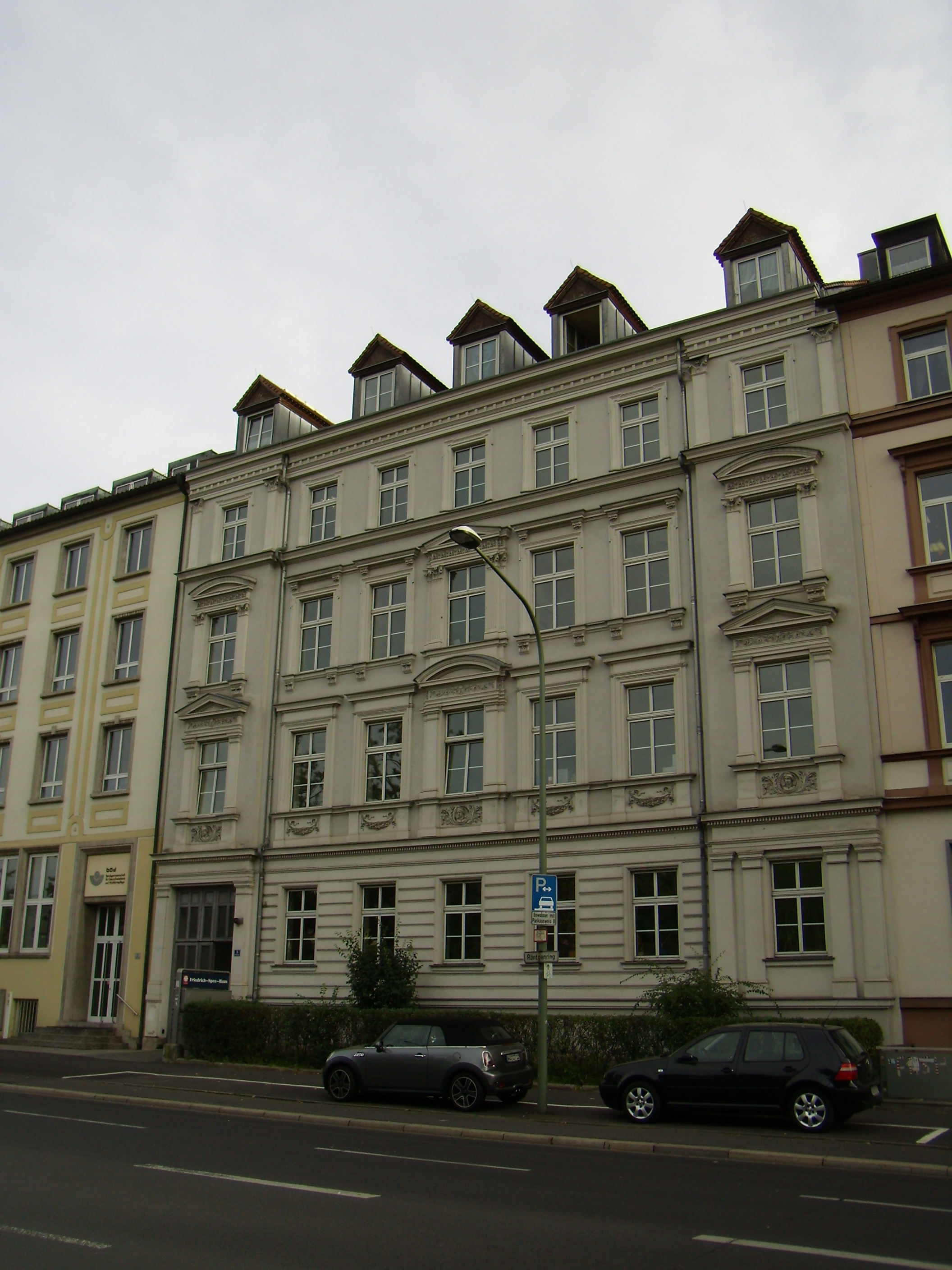
Das erste größere Gebäude der Mariannhiller Missionare in Würzburg am Röntgenring 3

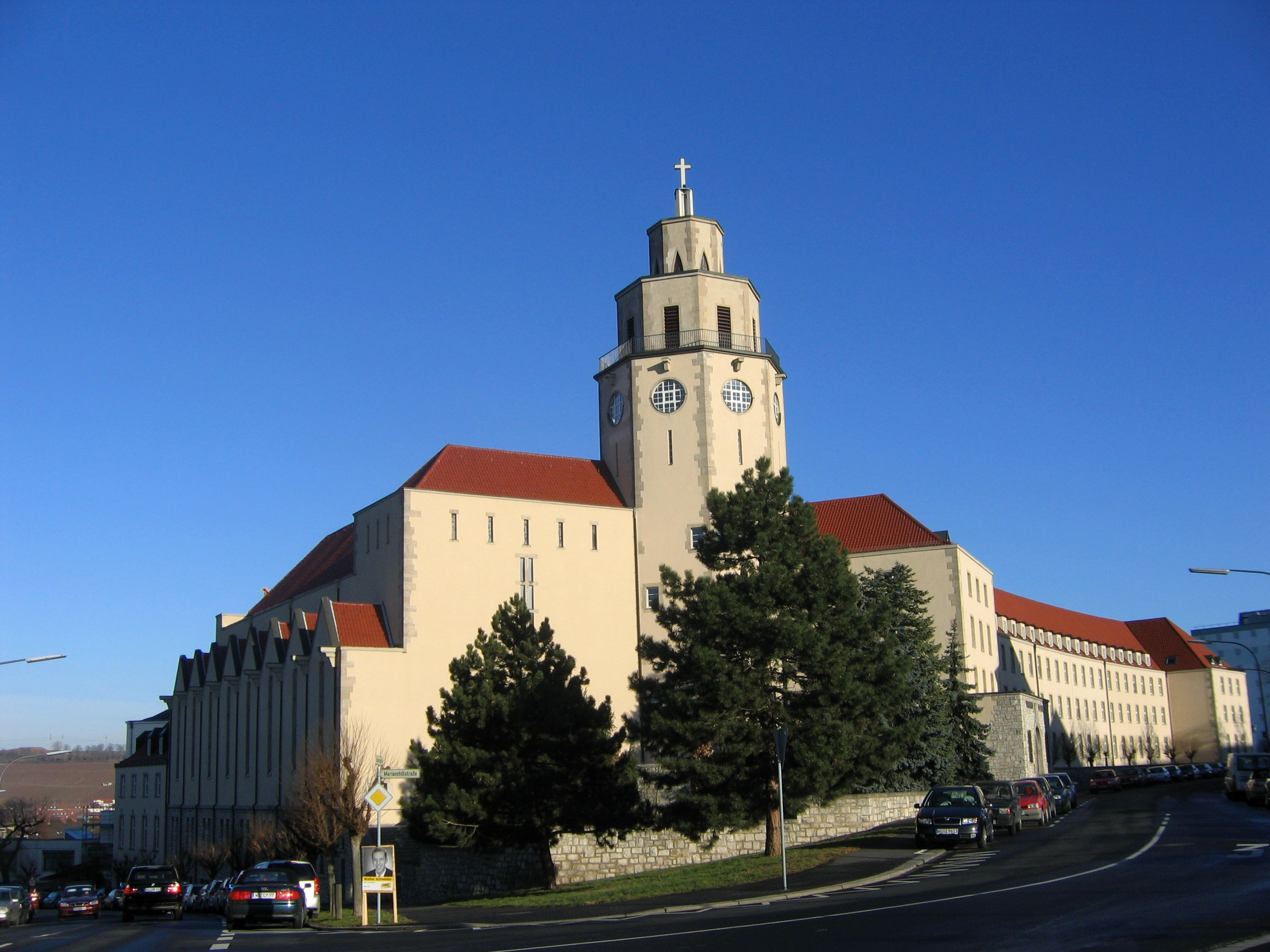
Pius-Seminar und Herz-Jesu-Kirche in Würzburg

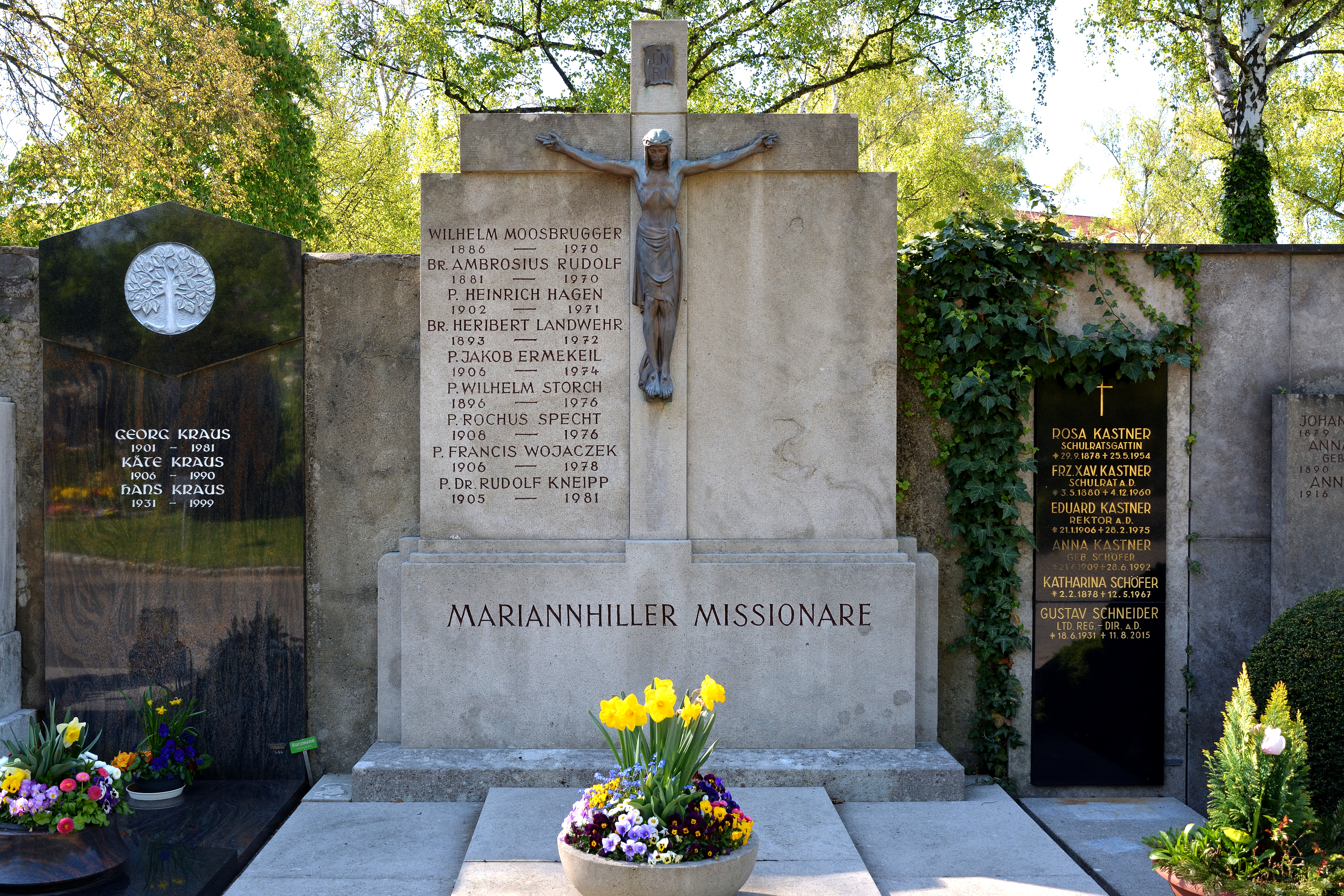
Grabstätte auf dem Hauptfriedhof Würzburg

Bereits 1882 lebte ein Sammelbruder der Missionare im Pfarrhaus von St. Peter im Würzburger Sander Viertel. Die Mariannhiller erwarben 1889 dann ein eigenes Gebäude in der Reibeltgasse, verkauften dieses aber wieder, um dafür ein größeres am Pleicher Ring (heute Röntgenring 3) zu erwerben, wo ab 1930 das Generalat der Kongregation seinen Sitz bekam. 1927 konnte in Würzburg der Bau eines Priesterseminars für die Gemeinschaft begonnen werden. Die kirchenfeindliche Politik des Nationalsozialismus und die Folgen des Zweiten Weltkriegs hemmten die Entwicklung der Kongregation. Nach dem Krieg konnte aber mit dem Wiederaufbau auch die Kongregation wieder neu Fuß fassen.
Das Piusseminar mit der das Stadtbild Würzburgs mitprägenden Herz-Jesu-Kirche, die von Albert Boßlet geplante Klosterkirche auf dem Mönchberg, wurde 1929 in Würzburg fertiggestellt und als Priesterseminar für die Gemeinschaft durch den Bischof Matthias Ehrenfried eingeweiht. Zwischenzeitlich machten sich von hier aus die Ordensstudenten aus Deutschland, den Niederlanden, Österreich, der Schweiz und den USA zum Theologiestudium an die Julius-Maximilians-Universität auf. Auch heute ist das Haus in der Mariannhillstraße 1 der Sitz der Priesterausbildung für die Deutsche Provinz. Die Missionare, die in Übersee tätig sind, pflegen den Kontakt mit der deutschen Zentrale der Kongregation.
Die Missionare von Mariannhill, die hier leben, arbeiten u. a. als Pfarrer, Krankenhausseelsorger, Exerzitienleiter, Leiter von Gebetskreisen und als Beichtseelsorger.
Auch das Noviziat (die Ausbildung für die jungen Missionare aus Deutschland und Polen) ist seit einigen Jahren im Haus untergebracht.
Der auffällige Turm des Piusseminars beherbergt ein Museum, das Einblick in die Arbeit der Missionare von Mariannhill gewährt.
Daneben sind im Piusseminar untergebracht:
- der Sitz der deutschen Ordensleitung,
- der Missionsversand, die Spendenverwaltung,
- die Verwaltung der Zeitschrift Mariannhill und
- des Mariannhiller Missionskalenders.

### Missionshaus in Reimlingen
Das Missionshaus St. Josef in Reimlingen, nahe Nördlingen, wurde ab 1920 in mehreren Etappen erbaut. Die Aufgabe war stets die Aufnahme und Ausbildung von Ordensleuten. Für die Mission und die Heimat wurden die Brüder in den klostereigenen Betrieben und Werkstätten als Schreiner, Schuster, Schlosser, Schneider, Gärtner, Drucker, Setzer, Buchbinder, Bäcker und Landwirte ausgebildet. Daneben gibt es im Missionshaus bis heute in dritter Generation mit Bruder Wolfgang Hainz einen Heilpraktiker. Nachdem immer weniger Novizen in den Orden eintraten, mussten die Werkstätten und Betriebe in Reimlingen nach und nach aufgegeben werden, so auch der landwirtschaftliche Großbetrieb und zuletzt im Jahr 2012 die Druckerei. Die Gebäude des landwirtschaftlichen Betriebs und der Druckerei wurden an Investoren verkauft.
Seit 1980 beherbergt das Missionshaus ein Alten- und Pflegeheim für die pflegebedürftigen Ordensmitglieder aus dem deutschsprachigen Raum.

### Bildungshaus in Reimlingen
Das Bildungshaus St. Albert in Reimlingen wurde wohl in den Jahren 1922/23 als neubarockes Seminargebäude errichtet. Es wurde, zusammen mit dem benachbarten Reimlinger Schloss, zur Ausbildung von Novizen und Spätberufenen genutzt. Später wurde es auch als ordenseigenes Knabeninternat betrieben.
Heute wird das Gebäude samt zugehöriger Turnhalle von der Kolping Akademie als Tagungshaus betrieben. Das Bildungshaus wurde im Jahr 2021 an einen Investor verkauft.

### Kloster Mönchsdeggingen
1951 wurde das Kloster Mönchsdeggingen bei Nördlingen als Noviziat für die angehenden Priester erworben. Hier war zwischenzeitlich auch das Generalat untergebracht, das seit 1970 in Rom ansässig ist. Im Jahr 2017 wurde das Areal (mit Ausnahme der Klosterkirche und des Friedhofs, die der katholischen Kirchenstiftung St. Martin Mönchsdeggingen gehören) an einen Investor verkauft.

### Gymnasium in Maria Veen
1952 wurde ein ehemaliges Trappistenkloster in Maria Veen (Reken) im Münsterland erworben, zu einer Schule ausgebaut und 1958 als Gymnasium eröffnet. Mittlerweile besuchen rund 650 Mädchen und Jungen das Gymnasium der Mariannhiller Missionare. Im angeschlossenen Jugendbildungshaus werden u. a. „Tage religiöser Orientierung“ und Besinnungswochenenden angeboten.
Im Missionshaus Maria Veen leben acht Missionare von Mariannhill. Sie nehmen vielfältige Aufgaben wahr. So arbeiten sie etwa als Religionslehrer und Schulseelsorger. Sie sind als Behindertenseelsorger, als Pfarrseelsorger in der Pfarrei und als Vizeoffizial am Ehegericht der Diözese Münster tätig.

### Schulzentrum Schloss Riedegg

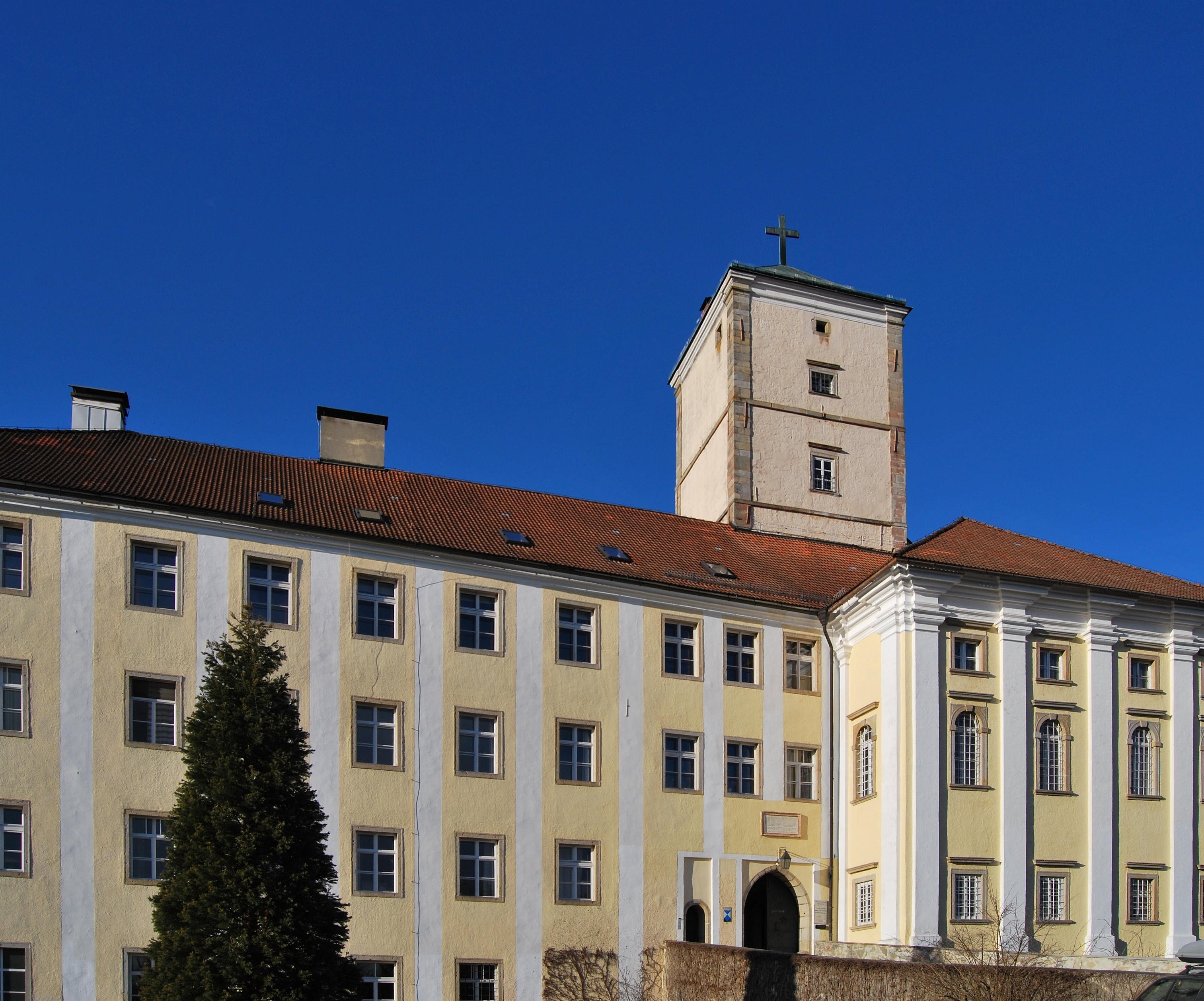
Schloss Riedegg (Südansicht)

1936 kauften die Mariannhiller Missionare Schloss Riedegg bei Gallneukirchen in Oberösterreich. Die Missionare errichteten in Riedegg ein Schulzentrum samt Gymnasium und ein afrikanisches Missionsmuseum. Die Polytechnische Schule Gallneukirchens ist im Schloss untergebracht.

### Benefiziatenhaus bei Maria Beinberg
1947 bis 2014 waren Mariannhiller Missionare mit dem Dienst des Benefiziaten auf Maria Beinberg betraut.

### Aloysianum in Lohr am Main
Das Aloysianum, ein Internat und Studienseminar der Mariannhiller Missionare in Lohr am Main, wurde 1910–1911 durch  eine Konviktsgesellschaft unter der Federführung  des Mariannhiller Missionars Pater Notker Vorspel erbaut. 1914 wurde es in Schülerheim Aloysianum umbenannt. Bis auf die Zeit zwischen 1939 und 1948, in der es unter anderem als Lazarett genutzt wurde, waren im Aloysianum bis zu 150 Schüler untergebracht. 2003 wurde der Internatsbetrieb eingestellt. In der Folgezeit wurde das Gebäude in eine Wohnanlage umgebaut.

## Generalsuperiore
Die Generaloberen werden von den Generalkapiteln gewählt, die in der Regel alle sechs Jahre zusammentreten.
- 1920–1926 Adalbero Fleischer
- 1926–1930 Hermann Arndt
- 1932–1957 Reginald Weinmann (* 1889; † 1961)
- 1957–1972 Ferdinand Holzner
- 1973–1979 Pius Rudloff
- 1979–1990 Fridolin Zueger (* 1922/23; † 21. April 2015 im Pflegeheim St. Franziskus in Menzingen)[5]
- 1990–2002 Yves La Fonteine
- 2002–2004 Dieter Gahlen (* 1948; † 25. Januar 2004 in Rom)
- 2. Juni 2004 – 8. Oktober 2016 Damian Weber (* 3. März 1942 in Chur)
- 8. Oktober 2016 – 6. April 2022 Thulani Victor Mbuyisa
- seit 10. Oktober 2022 Michael Maß